# متلازمة الفم الحارق
متلازمة الفم الحارق (المسمًّية أيضاً بألم اللسان، أو ألم الفم، أو تَنمُّل الفم، أو حُرّاق اللسان، أو وجع الفم، أو اللسان المحروق، أو حُرّاق الحُفرة الفَميَّة، أو اللسان القارِح، أو متلازمة الفم الحارِق، أو الفم الحارِق، أو الفم القارِح هي الشٌّعور بحُرقة بالفم بدون سبب طبّي مُحدَّد أو معروف وبدون وجود عَلامات لأمراض بالفم. قد يُلازم متلازمة الفم الحارِق جَفاف الفم (جفاف للفم بدون سبب واضِح مثل تَدَفُّق لُعابي مُخَفَّض) وتَنَمُّل بالفم (شعور بالنَّخز) وتَغيُّر في حاسَّة الشَّم أو التَّذوُّق (خَلَل الذَّوق وخَلَل الشَّم).
مُمكن للإحساس بالحَرق بالفم أن يكون عَرَض لأَمراض أٌخرى. في حال وجود عوامِل موضِعيَّة أو جِهازيَّة لا يُعتَبَر المَرَض مٌتلازِمة الفم الحارِق؛ لأَنَّها وبِكٌل بساطة مُتلازِمة لِأعراض غير مُفَسَّرة طِبيّاً. تُعرِّف الجمعيَّة العالميَّة لدِراسة الألم مُتلازِمة الفم الحارِق على أنَّها «مرض تشعر عند الإصابة به بالحَرق بالفم أو بألم مشابه للحرق بشكل مٌتواصِل، مع غياب وجود أي تَغيُّرات ملحوظة بالغِشاء المُخاطي للفَم» و«شعور بالحُرقة باللِسان أو أي غشاء مُخاطي بالفَم». كما يُعَرِّفُها مُجتَمع الصُّداع الدُّولي على أنَّها «إحساس بالحَرق داخل الفم بدون أي سبب طِبّي معروف».

## التصنيفات
الإحساس بالحَرق داخل الفم قد يكون أوَّلي (كما هي الحال في مُتلازِمة الفم الحارِق) أو ثانويّ يعود لأسباب وعوامِل موضِعيَّة وجِهازيَّة. قد تَجد بعض المَصادِر الأُخرى التي تُشير إلى وجود «مُتلازِمة الفم الحارِق الثَّانويَّة» وتُعرِّفها بِشَكلٍ مُشابِه على أنَّها إحساس بالحَرق بسبب عوامِل جِهازيَّة وموضِعيَّة، أو قد تُعَرَّف على أنَّها إحساس بالحَرق يعود إلى اضطِرابات سريريَّة. ولكن هذا يُخالِف التَّعريف المُعتَمَد لِمُتَلازِمة الفم الحارِق والتي تَقضي بأنَّ سَبب الحَرق غير مُعرَّف ومُحدَّد. بِنِاءأً على ذلك فإنَّ مُصطلح «مُتلازِمة الفم الحارِق الثَّانويَّة» يُعتَبَر خاطِئ من ناحِية التَّسمِية. تُعتَبَر مُتلازِمة الفم الحارِق نوع من أنواع الخَلَل أو التَّشوُّه في الحِس.
قد يَعتبِر البعض مُتلازمة الفم الحارِق إحدى المُتفاوِتات في الألم العَصَبي الوَجهي اللانَموذَجي. فقد وُصِفت حَديثاً مُتلازِمة الفم الحارِق على أنَّها واحِدة من المُعَقَّد الرُّباعي لِأعراض الألم الوَجهي المُزمِن، ويَتَكوَّن المُعَقَّد من مُتلازمة الفم الحارِق بالإضافة إلى الألم الوَجهي العَصَبي اللانموذَجي والخَلَل الوَظيفي للمِفصَل الصَّدعي الفَكِّي والآلام السِّنِّيَّة اللانَموذَجيَّة. تُصَنَّف مُتلازِمة الفم الحارِق إلى ثضلاث أنواع بِشَكلٍ عام، أكثَرُها انتِشاراً هو النَّوع الثَّاني وأقلُّها وُقوعاً النَّوع الثالِث. النَّوعان الأوَّل والثَّاني تَكون أعراضُهُما مُتَواصِلة دون انقِطاع في حين أنَّ الأَعراض في النَّوع الثَّالِث تكون مُتَقطِّعة.
- النَّوع الأوَّل - لا وجود للأعراض عند الاستيقاظ ولكن تَزداد تدريجيَّاً خِلال النَّهار.
- النَّوع الثَّاني - تَظهر الأعراض منذ الاستيقاظ وتستَمِر خِلال النَّهار.
- النَّوع الثَّالِث – لا يوجَد نَمَط مُنتَظَم لظُهور الأعراض.

في الحالات التي يَقتَصِر فيها الإحساس بالحَرق على اللِسان نستَخدِم المُصطلحات الخاصة باللٍسان لوَصف الحالَة مِثل «ألم اللِسان».

## العَلامات والأَعراض
كما عَرَّفنا سابقاً فَإنَّ مُتلازِمة الفم الحارِق لا عَلامات لَها، ولكن قد يَعزو بعض المُصابين الأعراض لبعض العَلامات مثل تَقَرُّحات الفم ولكن يَظهر فيما بعد أن ما اعتقده هؤلاء المرضى تَقرُّحات هو بالأصل معالِم تشريحيَّة طبيعيَّة بالفم (مثل الحُلَيمات اللِسانيَّة أو الدَّوالي). أعراض مُتلازِمة الفم الحارِق مُتَنَوِّعة ولكن الصُّورة النَّمطيَّة السَّريريَّة للمَرَض المَبنيَّة على أساس مَنهج سُقراط لتَقييم الألم مُبيَّنَة أدناه (ارجِع إلى الجَدوَل). إذا ظَهَرَت أي عَلامات سريريَّة عِندَها يكون للشُعور بالحُرقة سَبب مُفَسَّر ولا تكون هذه الحالَة مُتلازمة الفم الحارِق. الحُمامَى (الاحمرار) ووَذَمَة الحُلَيمات (انتفاخ) الموجودة على رأس اللِسان قد تكون عَلامة على أنَّ المَريض يدفَع بِلِسانه على الأسنان بشكلٍ مُستَمِر. عدد وحَجم الحُلَيمات قد يَقِل. أمَّا إذا كان اللِسان شَديد الاحمرار والنُّعومَة فَعَلى الأغلب يكون السبب موضِعي أو جِهازي (مثلاً داء المُبيَضَّات الحُمامَوي أو فَقر الدَّم).
| المُتَثابِتة                        | النَّتائج الاعتياديَّة بوجود مُتلازِمة الفم الحارِق. |
| -------------------------------- | --- |
| المَوقِع                           | بالعادَة توجَد على جانِبَيَّ اللِسان وبصورَة أقل توجَد على الحَنَك أو الشِّفاه أو الغِشاء المُخاطي للسِّنخ السُّفلي]] |
| البداية                          | يكون الألم مُزمِن ونادِراً ما يكون تِلقائي الانقِطاع |
| الصِّفات                           | حُرقَة وسَمَط وتَنميل. يُنعَت الإحساس في بعض الأحيان على أنَّه غير مُريح ولِين وغير ناضِج ومُزعِج بدلاً من وَصفِه بالحارِق أو المؤلِم |
| الإشعاع                          | |
| الارتباطات                       | على الأغلب يرتَبِط مع وجود جفاف الفم وخَلَل الذَّوق والعَطَش والصُّداع وآلام الظَّهر المُزمِنة ومُتَلازِمة تَهَيُّج الأمعاء وعُسر الطّمث والكُرة البلعومَيَّة والقَلَق وفُقدان الشَّهيّة والاكتئاب والاضطرابات النَّفسيَّة |
| الفَترة الزَّمَنيَّة                   | النَّوع الثَّاني (الأكثر شيوعاً) يبدأ الألم منذ الاستيقاظ وحتّى نهاية النَّهار، الأنواع الأُخرى أقل حُدوثاً |
| العَوامِل المُحفِّزة/ العوامِل المُسَكِّنة | بَعض العَوامِل المُحَفِّزة أو المُهيِّجة (التي تزيد الألم) تشمل التَّوتُّر والإرهاق والتَّكَلُّم وتناول الأطعِمة الحارَّة والسَّاخِنة والحمضِيَّة. بعض العوامِل المُسَكِّنة تشمل النوم والبَرد والالتهاء (التَّشتُّت) والكحول. بالعادة يقل الألم عند تناول الطَّعام والشَّراب (بعكس الألم الناتج عن الآفات العُضويَّة أو الألم العصبي) أو عندما يكون الشَّخص مُشَتَّت الانتباه.تَوصِف الجَّمعيَّة الدُّوليَّة لدراسة الألم الرَّاحة المؤقَّتة عند الأكل على أنَّها "واصِمة تقريباً". المُسكِّنات الجِهازيَّة لا تُخَفِّف من الألم بالعادة، ولكن المُسكِّنات الموضِعيَّة قد تُسَكِّن الألم ببعض الأحيان. |
| الشِّدَّة                            | تتراوح الشِّدَّة من مُعتَدِل إلى شَديد، مُقدَّرة تقريباً من 5 إلى 8 من 10، شَبيهة بحِدَّتها إلى حدٍ ما بألم الأسنان |
| تأثيرها على النَّوم                | قد لا تؤثر على النَّوم أو تغير من أنماط النوم لأتُسبب الأرق. |
| العِلاجات المُسبَقة                 | فقط بعض الاستشارات والمُحاولات غير النَّاجِحة من العلاج الطِّبِّي |

## الأسباب

### نظريَّات
لا يَظهر سبَب مَعروف للشُعور بالحُرقَة بالفَم في 50% من الحالات، وهذه الحالات هي من يُطلق عليها «مُتلازِمة الفم الحارِق الأوَّليَّة». لقد قُدِّمت عِدَّت نَظَريَّات لتفسير أسباب حدوث مُتلازِمة الفم الحارِق وكانت هذه النَّظريَّات مَدعومَة بدرجات مُتَفاوِتة من الأدِلَّة ولكن لم تُثبَت أيّاً منهم بعد. بِما أنَّ مُعظَم النَّاس المُصابين بمًتلازِمة الفم الحارِق هُنَّ نساء في العُمر المُرافق لفترة ما بعد انقطاع الطَّمث فإحدى النَّظَريَّات تَقوم على أنَّ السبَب في حدوث مُتلازِمة الفم الحارِق يعود إلى النَّقص في إفراز هِرمونَي الإستروجين والبروجِستيرون، ولكن لم تَظهَر أيَّة ارتِباطات إحصائيَّة قويَّة بعد لتَدعم هذه النَّظريَّة. تَربُط نّظريَّة أُخرى سبَب حدوث مُتلازِمة الفم الحارِق بالمَناعة الذَّاتيَّة وذلك لأنَّهم وجدوا نِسَب غير طبيعيَّة من ضِد المُضاد النَّوَوي والعامِل الروماتويدي في مَصل أكثر من 50% من الأشخاص المُصابين بمُتلازِمة الفم الحارِق ولكن هذه النِّسَب غير الطبيعيَّة قد توجد أيضاً بالمُسنِّين غير المُصابين بأيَّة أعراض تُشير لمُتلازِمة الفم الحارِق. لا توجَد أيَّة أعراض سَريريَّة لتَفسير جفاف الفم الذي يشتَكي منه المُصابين بالمُتلازِمة فنِسبة تدفُّق اللُعاب تكون طبيعيَّة، إلّا أنَّ نسَب بروتينات اللُعاب والفوسفات فاللُعاب قد تَكون مُرتّفعة مُقلَّلةً بذلك نسبة الحموضة (pH) ونسبة الدَّرء (buffering capacity) لللُعاب. يرتبِط الاكتِئاب والتَّوتُّر بمُتلازِمة الفم الحارِق
ولكنَّه من غير المَعروف إن كان هذا الاكتِئاب هم المُسَبِّب أم أنَّه أحد النَّتائج المُصاحِبة لمُتلازِمة الفم الحارِق بما أنَّ الاكتِئاب قد ينشَأ بسبَب الشُّعور المُستمِر بالتَّهيُّج والألم وتقَطُّع النَّوم. ومن المُقدَّر أنَّ 20% من حالات الإصابة بمُتلازِمة الفم الحارِق تكون ذات منشَأ نَفسي، فالبعض قد يعتبِره مرَض نَفسي جَسَدي (بَدَنفسي) سبَبه رُهاب السَّرَطان أو القَلَق من الأمراض المُنتَقلة جِنسيًّا أو المُراق (رُهاب المَرَض). وقد تَكون إحدى أسباب المرض درجة قليلة من الرَّضح المُزمِن المُتعلِّقة بعادات سببها خَطَل أداء وظيفيّ (مثال فرك اللسان على الأسنان أو الضَّغط به على الحَنَك). مُتلازِمة الفم الحارِق أكثر شيوعاً في الأشخاص المُصابين بداء الباركينسون ولذلك فقد كانت إحدى التَّفسيرات تعزوا المرض إلى اضطِراب بسبَب انخِفاض عتبة الألم وبالتَّالي زيادة الحَساسيَّة. بالعادَة فإنَّ الأشخاص المُصابين بمُتلازِمة الفم الحارِق لديهم حاسَّة ذَوق قويَّة تُسَمَّى بفَرط حِسِّ الذَّوق (ذوَّاقين مُمتازين). ولكن بمُقابل هذا فإنَّ 60% من المُصابين بمُتلازِمة الفم الحارِق يعانون من خلَل الذَّوق (عادة الشُّعور بالطَّعم المُر أو المَعدني) وهذا العامِل يقودُنا للمبدَأ أو المَفهوم بأنَّه يوجد خلَل في طَريقة عَمَل الأعصاب الحِسيَّة المُحيطيَّة. التَّغيُّرات التي قد تحدُث في بيئة الفم مثل التَّغيُّر في تركيب اللُعاب قد تُسبِّب اعتلال عَصَبي أو قد تُقاطِع التَّوصيل العَصَبي. تكون بِداية مُتلازِمة الفم الحارِق بالعادَة تلقائيَّة ولكن قد تكون ببعض الأحيان تدريجيَّة. قد يوجَد هناك احياناً تزامن بين وقت نشأة المُتلازِمة وبعض الأحداث الرئيسيَّة بالحياة أو بعض الأوقات العَصيبَة. بالنِسبة للنِساء فنشأة المَرَض بالعادة تكون بعد 3 إلى 12 عاماً بعد انقطاع الطَّمث.

### أسباب أُخرى للشُعور بالحُرقة بالفم
| المَواد القادِرة على التَّسَبُّب بشُعور الحُرقة بالفَم |
| --- |
| الأطعِمة والإضافات - حمض البنزويك - الكَستناء - سينمالدهيد - قَهوة (بشكل مُتواصِل) - الحِمض النِّيكوتيني - الفُستُق - صوديوم ميتابايسلفايد - حِمض السُّوربيك المَعادِن - كادمِيوم - كوبالت كلورايد - زئبق - نيكل - البلاديوم بلاستيك - بينزونيل بيروكسيد - بيسفينول أ - رواتِن الإبوكسي - ميثاكريلات الميثيل - غالات الأوكتيل - بروبونيل الغلايكول |

(انظر أيضًا: التِهاب اللِسان)
هُناك العَديد من العَوامِل الموضِعيَّة والجِهازيَّة التي قد تؤدِّي للشُعور بالحُرقة بالفم بدون وجود أي أعراض سريريَّة وبهذه الحالَة قد يحصُل خَطأ في تشخيصيها وقد يتم وصفَها على أنَّها مُتلازِمة الفَم الحارِق. بعض المَصادِر تُبيح تسمية المُتلازِمة ب«مُتلازِمة الفم الحارِق الثَّانويَّة» لتميزِها عن مُتلازِمة الفم الحارِق الأوَّليَّة عند وجود سبَب مُعرَّف للشُعور بالحَرق بالفم. ولكن وبحَسب التَّعريف المُعتَرَف به فإنَّ مُتلازِمة الفم الحارِق لا يكون سبب حدوثِها معروفاً وانطلاقاً من هذا التَّعريف عند وجود أي سبب للشعور بالحُرقة بالفم فإنَّه من غير الصَّحيح استخدام مصطلح «مُتلازِمة الفم الحارِق» لوَصف المَرَض.
قد تُصاحِب الإحساس بالحُرقة بالفم بعض الأعراض السَّريريَّة الأُخرى بالفم أو أي مكان آخر بالجِسم. إحدى أسباب الشُّعور بالحُرقة بالفم هي الحَساسيَّة بالتَّلامُس (فَرط التَّحَسُّس من النَّوع الرابِع) في أنسجة الفم مع بعض المَواد مثل كبريتات الصُّوديوم لوريل أو السِّنَمالديهيد، أو بعض المَواد السِّنيَّة. في حين أنَّ الالتهابات حَزازيَّة الشَكل (كالتَّقرُّحات التي تُمثِّل الطَّفح الحَزازي بالفم) أو الآفات التَّقرُّحيَّة قد تحدث في الحالات التي يُسبِّبها التَّحسُّس بسبب التَّلامُس الحَقيقي. تَطول القائمة المُكوَّنة من الأسباب الأُخرى المُسبِّبة للشُعور بالحُرقة بالفَم (عدى عن مُتلتازِمة الفم الحارِق)، ومن هذه الأسباب:
- نَقص في الحَديد أو في حمض الفوليك أو نَقص عدَّة فيتامينات ب) (التهاب اللِسان مثلا بسَبب الأنيميا) أو نقص الخارصين.[19]
- اعتلال عَصَبي، مثلاً بعد حدوث ضرر لعَصَب الحَبل الطَّبلي.
- قُصور بالغُدَّة الدُّرقيَّة.
- أدويَة («مُتلازِمة الفم المَسموط»، وهي غير مُتعلِّقة بمُتلازِمة الفم الحارِق)- مُثبِّطات البروتياز أو مُثبِّطات الإنزيم المُحوِّل للأنجيوتنسين (مثل كابتوبريل).[1][5][16]
- سكَّري النَوع الثَّاني.[16]
- جفاف فم حقيقي بسبَب نَقص اللُعاب مثلاً مُتلازِمة جوغرن.
- خَلَل في الأداء الوَظيفي مثلا صريف الأسنان اللَيلي أو عادَة دسر اللِسان.
- تَقيّيد اللِسان بسبَب بدلة سنيَّة مُشكَّلة بطريقة خاطئة.
- اللِسان الجُغرافي.[16]
- داء المُبيَضَّات بالفم.[16]
- التهاب هِربِسيّ (فيروس هِربِس سِمبلكس).[20]
- اللِسان المَشقوق.[1]
- الطَّفح الحَزازي.[1]
- الحَساسيَّة والاتصال مع المُثيرات للحَساسيَّة من أطعمة ومَعادِن ومَواد أُخرى. (ارجِع للجَدول).
- فَتق في الفُرجَة.[1]
- فيروس العَوَز المَناعي البَشَري.[1]
- ورم نيقيِي مُتَعدِّد.[21]

## التَّشخيص
يتم تَشخيص مُتلازِمة الفم الحارِق عن طريق الاستثناء. مثلاً كُل التَّفسيرات الأُخرى للأَعراض تُستَثنى قبل أن يُشخَّص الشَخص بالمَرَض. لا يوجَد تَحرِّي سريري مُفيد لدَعم نتيجَة التَّشخيص بمُتلازِمة الفم الحارِق (بالعودة للتَعريف فمن المُفتَرَض أن تكون نتائج كُل الفُحوصات الأُخرى طبيعيَّة) ولكن بَعض الفُحوصات قَد تَكون مُفيدة مثل فَحص الدَّم و/أو تَحليل البول وذلك لاستثناء وجود فَقر دَم أو حالات نَقص أو قُصور في الدُّرقيَّة أو سُكَّري. التَّحقُّق من جَفاف الفَم يحتاج قِياس للإِلعاب لالتَّكُّد من وجود أيَّة نَقص قي نِسبة التَّدفُّق اللُعابي (نقص اللُعاب). داء المُبيضَّات بالفم يتم فحصُه من خِلال استخدام الماسِحة أو اللُطافة أو شَطف الفم أو عيِّنة لُعاب. أمَّا بالنِّسبة لاختِبار وجود حَساسيَّة (مثلاً اختبار اللَطخات) فهو غير مُهم في حال غِياب وُجود تاريخ مَرَضي واضِح أو عَلامات سريريَّة بالنِّسبة للأَشخاص المُصابين بحُرقة بالفًم. كما أنَّ تشخيص الأشخاص الذين يشعُرون بِحُرقة بالفم قد يحتاج لفَحص نَفسي مِثل استبيان الاكتِئاب.
الطَّبعة الثَّانية للتَصنيف الدُّوَلي لاضطِرابات الصُّداع تُدرِج معايير تَشخيص «لألَم اللِسان وأَلَم الحَلق» ومِنها:
أ. الأَلَم في الفَم موجود يومِيّاً ومُستَمِر خِلال أغلَب أوقات النَّهار.
ب. الغِشاء المُخاطي بالفَم طبيعي المَظهَر.
ج. تَم استِثناء الأمراض الموضِعيَّة أو الجِهازيَّة التي قَد تُسَبِّب المَرَض.

## العِلاج
إذا عُرِف السَّبَب للشُعور بالحُرقَة بالفم فإنَّ العِلاج يكون بِناءً على الأَسباب والعَوامِل المُسَبِّبَة للحُرقة وبَعد العِلاج قَد تَزول الأعراض أو قَد تَبقى حتَّى بَعد العِلاج (و بهذِه الحالة تُشَخَّص على أنَّها مُتلازِمة الفم الحارِق). تُعالَج مُتلازِمة الفم الحارِق بالعادَة بالتَّطمين ومُضادات الاكتِئاب ومُزيلات القَلَق أو مُضادات الاختِلاج. على أيَّة حال فإنَّ المُراجَعة المُنَظَّمة للعِلاجات الخاصَة بمُتَلازِمة الفم الحارِق استَثنَت وجود عِلاج واضِح أو إثبات حاسِم لعِلاج فَعَّال في أيَّة أبحاثٍ منشورَة. من المُقتَرَح أنَّ حمض ألفا-ليبويك وكولونوزيبام (بنزوديازيبين) قد يكونوا مُفيدين، ولكن طُرُق البَحث التي استُخدِمَت في هذه التَّجارِب العَشوائيَّة المُدارَة لم تَكُن مؤَيَّدَة من قِبَل العَديد من التَّجارِب الأُخرى. وبِنفس الطَّريقة تَقضي تجربَة عَشوائيَّة مُدارَة أُخرى أنَّ العِلاج الإدراكي السُّلوكي قَد يُفيد في العِلاج. ومن العِلاجات الأُخرى التي استُخدِمَت مُضادات الذَُهان غير الاعتياديَّة، ومُضاد مُستَقبِل الهِستامين ومُضاد الدوبامين.

## النَّتائِج
مُتلازِمة الفم الحارِق حَميدَة (ليسَت عَرَض لِسَرَطان الفم) ولكنَّها مُسَبِّبَة لأَلَمٍ مُزمِن صعب السَّيطَرَة عليه لِذا فقَد تُغيِّر من نوعيَّة الحَياة للأسوأ، وقَد تُصبِح شيء مُلازِم لا يُمكن احتِمالُه وبِذلك تؤثِّر على العَمَل ونَشاطات الحَياة الأُخرى. ثُلثَين الأشخاص المُصابين بالمُتلازِمة الفم الحارِق يتَعافون بشَكلٍ جُزئي وعَفَوي بعد سِت إلى سَبع سَنَوات من بدء الشُّعور بالأعراض، ولكن في حالات أُخرى يَبقى المَرَض مُلازِماً للشخص. يسبِق التَّعافي عادَةً تَغيُّر في طَبيعَة الأعراض من كونِها دائمة إلى مُتَقطِّعَة. لَم يتم مُلاحَظَة أي عوامِل سَريريَّة تَسبِق التَّعافي.
إذا وُجِد سبَب مُحدَّد للشُعور بالحُرقة (كما في مُتلازِمة الفم الحارِق الأوَّليَّة) فإنَّ الاختِلالات الوَظيفيَّة النَّفسيَّة مثل التَّوتُّر والاكتِئاب ستَخَفي في حال عولِجَت بنَجاح.

## مَدى انتِشار المَرَض
مُتلازِمة الفم الحارِق مُتوَسِّطة الانتِشار في أنحاء العالَم (ولكن في بَعض المَصادِر يوصَف على انَّه نادِر الوقوع) إذ أنَّه يُصيب 5 أشخاص من بين 100000 شخص من السُّكان. أغلَب المُصابين بمُتلازِمة الفم الحارِق من فِئة النَّاس في مُنتَصَف العُمر أو المُسنِّين. كما أنَّ النِّساء أكثر عُرضَة للإصابة بالمَرَض من ثلاث إلى سبع مرات أكثر من الرِّجال. البَعض يقول أنَّ نسبَة المُصابين من الإناث إلى نِسبة المُصابين من الذُكور تصل حَد 33 إلى 1.[6] تَوَثَّقت مُتلازِمة الفم الحارِق في حوالي 10-40% من النِّساء الطالِبات للعِلاج الطِّبي بِخصوص أعراض انقِطاع الطَّمث، كما أنَّ مُتلازِمة الفم الحارِق تُصيب حوالي 14% من النِّساء في فترَة ما بعد انقِطاع الطَّمث. كما أنَّ المَرَض يُصيب الرِّجال والصِّغار من كِلا الجِنسين في بعض الأحيان.
الآسيويون والسُّكان أمريكا الأَصليين مُهَدَّدون بخَطَر الإصابة بمُتلازِمة الفم الحارِق أكثر من غيرِهِم.

## حالات بارِزَة
شيلا شاندرا، مُغَنِّية مُتقاعِدة لأَغاني التُّراث الهِنديَّة.

## المَراجِع
1. 1 2 3 4 5 6 7 8 9 10 11 12 13 14 15 16 17 18 19 20 21  Scully، Crispian (2008). Oral and maxillofacial medicine: the basis of diagnosis and treatment (ط. 2nd). Edinburgh: Churchill Livingstone. ص. 171–175. ISBN:9780443068188.
2. ↑  Rapini, Ronald P.; Bolognia, Jean L.; Jorizzo, Joseph L. (2007). Dermatology: 2-Volume Set. St. Louis: Mosby. ISBN:1-4160-2999-0.{{استشهاد بكتاب}}:  صيانة الاستشهاد: أسماء متعددة: قائمة المؤلفين (link)
3. 1 2 3 4 5 6 7 8 9 10 11 12 13 14 15  Zakrzewska، JM؛ Forssell, H؛ Glenny, AM (25 يناير 2005). "Interventions for the treatment of burning mouth syndrome". Cochrane database of systematic reviews (Online) ع. 1: CD002779. DOI:10.1002/14651858.CD002779.pub2. PMID:15674897.
4. 1 2  James, William D.; Berger, Timothy G.؛ وآخرون (2006). Andrews' Diseases of the Skin: Clinical Dermatology. Saunders Elsevier. ص. 63. ISBN:0-7216-2921-0.{{استشهاد بكتاب}}:  صيانة الاستشهاد: أسماء متعددة: قائمة المؤلفين (link)
5. 1 2 3 4 5 6 7 8 9 10 11 12 13 14 15 16 17  Bouquot، Brad W. Neville، Douglas D. Damm, Carl M. Allen, Jerry E. (2002). Oral & maxillofacial pathology (ط. 2.). Philadelphia: W.B. Saunders. ص. 752–753. ISBN:0721690033.{{استشهاد بكتاب}}:  صيانة الاستشهاد: أسماء متعددة: قائمة المؤلفين (link)
6. 1 2 3 4  Mock، David؛ Chugh, Deepika (1 مارس 2010). "Burning Mouth Syndrome". International Journal of Oral Science. ج. 2 ع. 1: 1–4. DOI:10.4248/IJOS10008. PMC:3475590. PMID:20690412.
7. 1 2  "Classification of Chronic Pain, Part II, B. Relatively Localized Syndromes of the Head and Neck; GROUP IV: LESIONS OF THE EAR, NOSE, AND ORAL CAVITY". IASP. مؤرشف من الأصل في 2013-09-27. اطلع عليه بتاريخ 2013-05-07.
8. 1 2 3  Maltsman-Tseikhin، A؛ Moricca, P؛ Niv, D (يونيو 2007). "Burning mouth syndrome: will better understanding yield better management?". Pain practice: the official journal of World Institute of Pain. ج. 7 ع. 2: 151–62. DOI:10.1111/j.1533-2500.2007.00124.x. PMID:17559486.
9. 1 2  Balasubramaniam، R؛ Klasser, GD؛ Delcanho, R (ديسمبر 2009). "Separating oral burning from burning mouth syndrome: unravelling a diagnostic enigma". Australian dental journal. ج. 54 ع. 4: 293–9. DOI:10.1111/j.1834-7819.2009.01153.x. PMID:20415926.
10. ↑  Porter، R.A. Cawson, E.W. Odell ; avec la collab. de S. (2002). Cawsonś essentials of oral pathology and oral medicine (ط. 7.). Edinburgh: Churchill Livingstone. ص. 216. ISBN:0443071063.{{استشهاد بكتاب}}:  صيانة الاستشهاد: أسماء متعددة: قائمة المؤلفين (link)
11. ↑  Aggarwal، VR؛ Lovell, K؛ Peters, S؛ Javidi, H؛ Joughin, A؛ Goldthorpe, J (9 نوفمبر 2011). "Psychosocial interventions for the management of chronic orofacial pain". Cochrane database of systematic reviews (Online) ع. 11: CD008456. DOI:10.1002/14651858.CD008456.pub2. PMID:22071849.
12. 1 2 3  "2nd Edition of The International Headache Classification (ICHD-2)". International Headache Society. مؤرشف من الأصل في 2016-03-31. اطلع عليه بتاريخ 2013-05-07.
13. 1 2 3 4 5  Treister، Jean M. Bruch, Nathaniel S. (2010). Clinical oral medicine and pathology. New York: Humana Press. ص. 137–138. ISBN:978-1-60327-519-4.{{استشهاد بكتاب}}:  صيانة الاستشهاد: أسماء متعددة: قائمة المؤلفين (link)
14. 1 2 3 4 5 6 7  Coulthard []، P؛ وآخرون (2008). Master dentistry (ط. 2nd). Edinburgh: Churchill Livingstone/Elsevier. ص. 231–232. ISBN:9780443068966.
15. 1 2 3 4 5  Glick، Martin S. Greenberg, Michael (2003). Burket's oral medicine diagnosis & treatment (ط. 10th). Hamilton, Ont.: BC Decker. ص. 332–333. ISBN:1550091867.{{استشهاد بكتاب}}:  صيانة الاستشهاد: أسماء متعددة: قائمة المؤلفين (link)
16. 1 2 3 4 5 6 7 8  Kalantzis، Crispian Scully, Athanasios (2005). Oxford handbook of dental patient care (ط. 2nd). New York: Oxford University Press. ص. 302. ISBN:9780198566236.{{استشهاد بكتاب}}:  صيانة الاستشهاد: أسماء متعددة: قائمة المؤلفين (link)
17. 1 2 3 4  Scully C (2013). Oral and maxillofacial medicine: the basis of diagnosis and treatment (ط. 3rd). Edinburgh: Churchill Livingstone. ص. 249–253. ISBN:9780702049484.
18. 1 2 3 4 5  Grushka، M؛ Epstein, JB؛ Gorsky, M (15 فبراير 2002). "Burning mouth syndrome". American family physician. ج. 65 ع. 4: 615–20. PMID:11871678.
19. ↑  Gurvits، GE؛ Tan، A (7 فبراير 2013). "Burning mouth syndrome". World journal of gastroenterology: WJG. ج. 19 ع. 5: 665–72. DOI:10.3748/wjg.v19.i5.665. PMC:3574592. PMID:23429751.{{استشهاد بدورية محكمة}}:  صيانة الاستشهاد: دوي مجاني غير معلم (link)
20. ↑  Zakrzewska، JM (25 أبريل 2013). "Multi-dimensionality of chronic pain of the oral cavity and face". The journal of headache and pain. ج. 14 ع. 1: 37. DOI:10.1186/1129-2377-14-37. PMID:23617409.{{استشهاد بدورية محكمة}}:  صيانة الاستشهاد: دوي مجاني غير معلم (link)
21. ↑  "Burning mouth syndrome as the initial sign of multiple myeloma". Oral Oncology Extra. ج. 40: 13–15. DOI:10.1016/j.ooe.2003.11.003. مؤرشف من الأصل في 2015-09-24.
22. ↑  Charleston L، 4th (يونيو 2013). "Burning mouth syndrome: a review of recent literature". Current pain and headache reports. ج. 17 ع. 6: 336. DOI:10.1007/s11916-013-0336-9. PMID:23645183.{{استشهاد بدورية محكمة}}:  صيانة الاستشهاد: أسماء عددية: قائمة المؤلفين (link)
23. ↑  Greenberg MS; Glick M; Ship JA. Burket's Oral Medicine. 11th edition. 2012
24. ↑  "Sheila Chandra United Kingdom". Real World Records. مؤرشف من الأصل في 2017-09-16. اطلع عليه بتاريخ 2013-08-01.

- Scala A, Checchi L, Montevecchi M, Marini I, Giamberardino MA (2003). "Update on burning mouth syndrome: overview and patient management". Crit Rev Oral Biol Med. ج. 14: 275–91. DOI:10.1177/154411130301400405.{{استشهاد بدورية محكمة}}:  صيانة الاستشهاد: أسماء متعددة: قائمة المؤلفين (link)